# Briarwood (metropolitana di New York)
Briarwood, in origine Van Wyck Boulevard e poi fino al 2015 Briarwood-Van Wyck Boulevard, è una fermata della metropolitana di New York situata sulla linea IND Queens Boulevard. Nel 2019 è stata utilizzata da 1 501 152 passeggeri. È servita sempre dalla linea F, attiva 24 ore su 24, e dalla linea E durante la notte e nei fine settimana.

## Storia
La stazione fu aperta il 24 aprile 1937. È stata ristrutturata negli anni 2010.

## Strutture e impianti
La stazione è sotterranea, ha due banchine laterali e quattro binari, i due esterni per i treni locali e i due interni per quelli espressi. È posta al di sotto della Van Wyck Expressway e possiede tre ingressi, uno sul lato ovest della Van Wyck Expressway e due all'incrocio tra Main Street e Queens Boulevard.

## Interscambi
La stazione è servita da alcune autolinee gestite da MTA Bus e NYCT Bus.
- Fermata autobus